# Xaikh Ahmad
Xaikh Ahmad fou kan de la Gran Horda, fill i successor d'Ahmad Khan el 1481, sota la superior autoritat del seu germà gran Sayyid Ahmad II.
Durant anys la família va estar en guerra contra el kan de Crimea. El 1491 Ivan III va enviar un exèrcit contra Sayyid Ahmad II i Shaykh Ahmad que estaven atacant Crimea; els russos anaven manats pel príncep Pere Mikhailovitx Obdenski i el príncep Ivan MiKhailovitx Repniya Obdenski, i diversos fills de boiars i amb Satilan (germà de Nur Devlet i de Meñli I Giray), al que es van unir contingents de Boris (germà d'Ivan III el Gran de Moscou) i del kan de Kazan. Els tàtars al saber que venia aquest exèrcit, van evacuar la península i van tornar a les seves bases. Ivan III va intentar per tots els mitjans allargar la lluita entre la Gran Horda i el kanat de Crimea i va enviar diverses ambaixades; en una d'elles el 1490 el príncep Romoda Novski, assegurava que les tropes russes sempre ajudarien a Crimea contra la Gran Horda.
La Gran Horda estava dividida en hordes menors que nomaditzaven del Dnièper a Circàssia. Els tres germans regnants es van aliar a Abdul Karim, el kan d'Astracan, i van fer un nou intent de conquerir Crimea el 1392 però altre cop els russos (aliats al kan de Kazan i als nogais) i els otomans (que van enviar dos mil homes) van frustrar l'intent. En la lluita van perdre molt de bestiar i el fill d'Ahmed, Edigu, va morir a la lluita. No obstant l'aliança amb Polònia-Lituània continuava.
Shaykh Ahmad es va casar amb una filla de Musa, un famós cap (mirza) dels nogais. Fou destronat per un temps però aviat restaurat continuant regnant amb Sayyid Ahmad II (vers 1492-1493). El 1500 Shaykh Ahmad amb 20.000 homes a cavall i a peu, es va situar a la boca del Tikhaia Sosna, al peu de les muntanyes Dievichie i va desafiar al kan de Crimea que estava a l'altre costat del Don, amb 25.000 homes i esperant l'arribada de forces dels seu aliats russos als que havia demanat enviar artilleria pel Volga. Ivan estava embarcat en lluita contra els lituans i livonis però no va deixar d'enviar l'ajut sol·licitat; Muhammed Amin, que manava als tàtars al servei de Rússia i el príncep Nozdrovati al front del contingent de Moscou, i un contingent de Riazan, van anar al Don amb algunes peces d'artilleria; però el kan de Crimea no els va esperar i al·legant la manca de provisions es va retirar; durant els mesos següents Crimea i la Gran Horda van tenir constants enfrontaments. Shaykh Ahmad va demanar l'auxili dels lituans però no va rebre res; es va acostar a Rylsk esperant trobar allí als seus aliats però allí ja hi havia tropes russes; el kan va acusar Alexandre de traïció (1501) però aquest li va enviar alguns regals, doncs estava massa ocupat a Cracòvia en la presa de possessió de la corona polonesa, que com s'ha dit havia heretat del seu germà. A més alguns prínceps van desertar a Shaykh Ahmad; fins i tot la seva esposa preferida el va abandonar i es va refugiar a Crimea. El seu germà Sayyid Ahmad II va demanar asil a Rússia i és la darrera vegada que se l'esmenta encara que potser va morir anys més tard. Shaykh Ahmad va fer ofertes de pau a Ivan III i a finals de 1501 va enviar un mirza a Moscou per proposar una aliança contra Lituània a canvi de deixar de protegir a Meñli I Giray; sense aquesta condició Ivan haguera acceptat però el kan de Crimea era un aliat molt útil i el tractat fou refusat.
El 1502 els tàtars de Shaykh Ahmad estaven afectats per la fam i foren presa fàcil de Meñli I Giray que va ocupar Nova Sarai i va fer presoners als principals caps i va escriure a Ivan que ja dominava el país dels seus enemics. Ivan no obstant respectava a Shaykh Ahmad al que va oferir el tron d'Astracan a canvi del seu suport contra els lituans, però portat per un rampell va marxar amb els seus germans Khosiak i Khalek a refugiar-se a l'Imperi Otomà; d'aquest foren expulsats per orde de Baiazet II que no volia allotjar enemics del seu aliat el kan de Crimea; perseguits per les forces de Meñli I Giray van fugir a Kíev on en lloc de ser benvinguts per Alexandre foren empresonats segurament per utilitzar-lo en la negociació amb Crimea doncs el sobirà lituà va escriure a Meñli I Giray dient que li convenia acceptar la pau doncs en qualsevol moment podia alliberar els "fills d'Ahmed Khan".
Mentre, en aquest temps, Ivan va continuar el seu conflicte amb la seva jove Elena i el seu net Demetri; aquest fou privat del títol de gran príncep i Basili declarat hereu. Elena i Demetri foren empresonats acusats de conspiració. El pare d'Elena, Esteve III de Moldàvia, que havia ocupat poc abans les ciutats poloneses de Kolimia, Galitch, Sniatin i Krasnoi al Dniester, es va molestar amb el gran príncep i va enviar a Meñli I Giray de Crimea a queixar-se en nom seu, però Ivan no va atendre a raons. Esteve va fer empresonar a l'ambaixador de Moscou i alguns artistes italians que anaven a Rússia però els va alliberar poc després.
Ivan III el Gran de Moscou va reprendre el 1502 la guerra contra Lituània i Livònia però sense obtenir èxits a esmentar i encara va patir una seriosa derrota davant els darrers manats per Walter of Plettemberg. El 1503, quan el papa va demanar una treva general a Europa dels reis cristians per fer front als otomans, Ivan va acordar una treva de sis anys amb Lituània i va retornar a Alexandre algunes conquestes fetes a la regió del Dwina. També els seus lloctinents a Pskov i Novgorod van fer tractats similars i el bisbe de Dorpat va acceptar pagar tribut a Rússia. Aquell mateix any va morir l'esposa d'Ivan, Sofia. Poc després ratificava a Basili com a successor i donava una llista de territoris entre els que apareixen per primer cop Lapònia, mentre que Riazan i Perevitesk havien passat a Moscou per cessió dels seu príncep Feodor (nebot d'Ivan III); els prínceps de Chernigof, Starodub, Novgorod-Severski i Rylsk eren encara esmentats com independents però feudalment subordinats. Diverses ciutats foren cedides com a feus als seus fills petits de manera hereditària però sense dret a encunyar moneda i com a vassalls. Ivan va autoritzar una persecució de l'heretgia jueva iniciada per Zacaries el 1490 que persistia en alguns llocs i aquesta vegada molts herètics foren cremats vius i altres van fugir a Alemanya i Lituània. Ivan va fer escollir una esposa pel seu fill Basili (que tenia 25 anys i no estava casat) i va fer desfilar 1500 dones russes davant seu, sent elegida Salomònia la fill d'un obscur oficial de nom Yuri Saburof, descendent d'un emigrant tàtar de nom Munachet; finalment va morir el 27 d'octubre de 1505 als 66 anys i després de 43 anys de regnat.
Després que en 1508, durant la Revolta de Glinskis se l'intentés alliberar del Castell de Kaunas, fou portat pels lituans a Troki on va quedar empresonat; estant allí una delegació de tàtars nogais el va visitar i li va oferir la direcció de l'Horda Nogai i va demanar el seu alliberament que fou refusat; però el kan va poder fugir amb l'ajut d'alguns nogais sent interceptat en la fugida per la cavalleria polonesa que el va retornar a Troki des d'on fou enviat a Kovno.